# 泰康陵
泰康陵（：／）是位於韓國首爾特別市蘆原區孔陵洞的一座帝王陵寢，由文定王后的「泰陵」及其子明宗的「康陵」構成。2009年時作為朝鲜王陵的一部分登錄為世界文化遺產。

## 主要墓群

### 泰陵
泰陵是朝鮮中宗的第三任繼妃文定王后的陵墓。

### 康陵
康陵是朝鮮明宗及其王后的陵墓。

## 交通
地鐵
 泰陵站

## 外部連結
- 韓國官方旅遊網-各地觀光景點 > 旅遊地區 » 首爾特別市 » 泰陵
- 泰陵公園官方簡介（[//web.archive.org/web/20070314021412/http://www.cha.go.kr/english/search_plaza/ECulresult_Db_View.jsp?VdkVgwKey=13,02010000,11&queryText=(V_ECULNAME<contains&rt;taereung)&requery=0 页面存档备份]，存于） （英文）